# Ferrovia Sant'Ellero-Saltino
La ferrovia Sant'Ellero-Saltino fu una linea ferroviaria a scartamento ridotto ad aderenza artificiale, oggi dismessa e smantellata, che collegò la stazione di Sant'Ellero con la località di Saltino, in prossimità della stazione turistica di Vallombrosa, in provincia di Firenze. Fu in esercizio dal 25 settembre 1892 al 18 aprile 1924.

## Storia

Treno della ferrovia Sant'Ellero-Saltino. Il vistoso parascintille aggiunto al camino della locomotiva permette di collocare la fotografia tra il 1915 e il 1924.

### Premesse e progetto
La località di Vallombrosa, all'interno della foresta omonima, dal 1869 fu sede del Regio Istituto Forestale e del connesso arboreto. Ben conosciuta per la presenza dell'abbazia benedettina fondata nel 1036 da san Giovanni Gualberto, dall'inizio dell'Ottocento era molto frequentata, specialmente durante l'estate, dai turisti provenienti da Firenze.
Nel 1891 il conte Giuseppe Telfener (Foggia, 26 maggio 1839 - Torre del Greco, 1º gennaio 1898), un imprenditore foggiano di origine tirolese che aveva anche costruito linee ferroviarie in Argentina e negli Stati Uniti d'America, ritornato da un periodo di villeggiatura trascorso a Vallombrosa entusiasta della località decise di fondarvi una stazione turistica e, per facilitarne l'accesso, di costruire una ferrovia che la collegasse alla linea Firenze-Roma.
All'epoca Vallombrosa era frequentata solo da pochi villeggianti di condizione nobiliare e agiata ed era raggiungibile soltanto tramite carrozze a cavalli, che impiegavano circa cinque ore dalla località più vicina percorrendo le polverose strade carrabili già esistenti.
Sostenuto da Bruno Chimirri, che nel 1891 era ministro dell'agricoltura, dell'industria e del commercio, anch'egli ammiratore del luogo oltre che promotore dello sviluppo del Regio Istituto Forestale, Telfener promosse la costituzione, in Firenze, della "Società Anonima per la Ferrovia Sant’Ellero-Saltino", avente un capitale di 800 000 lire e il fine di ottenere la concessione di costruzione e d'esercizio della linea.
Grazie all'interessamento del ministro Chimirri l'ingegner Telfener ottenne rapidamente il rilascio della concessione e dei sussidi da parte del Ministero dei lavori pubblici (di 3 000 lire per 35 anni) e da parte della Provincia di Firenze e del Comune di Reggello. La linea fu classificata tra le ferrovie "economiche" del quarto tipo definito dalla legge 29 luglio 1879, n. 5002 sulla costruzione delle "nuove linee di completamento della rete ferroviaria del Regno" (denominate anche "ferrovie complementari"). Conseguentemente, in base al regio decreto 23 dicembre 1887, la società concessionaria ricevette il promesso sussidio chilometrico ministeriale annuo, per 35 anni, di 3 000 lire, a cui si aggiunsero un sussidio di 2 000 lire all'anno da parte del Comune di Reggello, di 10 000 lire divise in cinque rate annuali da parte del Comune di Firenze e di 1 000 lire all'anno per venti anni da parte della Provincia di Firenze.
Il progetto e i relativi adempimenti, anch'essi evidentemente sostenuti nelle competenti sedi ministeriali dall'azione del ministro Chimirri, vennero presentati e approvati tra il novembre 1891 e il maggio 1892.

### Costruzione della linea e arrivo del materiale rotabile
Profittando della buona stagione, i lavori di costruzione della linea, iniziati il 23 maggio 1892, vennero condotti celermente e conclusi il 20 settembre 1892, con inaugurazione il 25 dello stesso mese.
Il materiale rotabile fu approvvigionato dalla Baldwin Locomotive Works e da altre ditte che si dimostrarono in grado di fornirlo rapidamente perché già disponibile in magazzino.
Contestualmente il Telfener fece erigere un albergo, il "Grand Hotel Vallombrosa", e quattro villini (tipo chalet) su lotti della foresta demaniale concessigli in uso. Per accelerare i tempi alcuni chalet vennero fatti giungere, smontati, direttamente dalla Svizzera.

### Collaudo, inaugurazione e servizio
La ferrovia, il cui costo al completamento della costruzione fu stimato di poco più di 800 000 lire (quindi inferiore al milione previsto dal preventivo), iniziò il servizio il 25 settembre 1892. Il traffico era, sostanzialmente, quello generato dai flussi turistici della località da essa servita, dato che la zona, agricola e prevalentemente boschiva, non generava una domanda di trasporto legata ad altre attività economiche.
Durante l'inverno era programmata e fu effettuata una sola coppia di treni, solo di rado rinforzata da treni straordinari, che effettuava il percorso in circa un'ora. In primavera e in estate le coppie in orario diventavano due, e tre nei mesi di luglio e di agosto. Per alcuni anni si ebbe anche una quarta coppia, che si effettuava solo la domenica e che trovava coincidenza con un treno che partiva alle 21.30 da Sant'Ellero per Firenze. Nello stesso periodo, fino allo scoppio della prima guerra mondiale, il notevole afflusso di turisti spinse a moltiplicare i treni straordinari.
Nel 1910, al culmine delle attività, la ferrovia effettuò 1 418 treni che trasportarono 6 683 viaggiatori e 2 112 spedizioni di bagagli e colli.

### Declino e fine
I primi segnali di declino si ebbero già prima del conflitto mondiale: nel 1913 si ebbe il trasferimento del Regio Istituto Superiore Forestale a Firenze, che privò la linea di parte della sua giustificazione originale. Da allora in poi il traffico prese a diminuire e la flessione si accentuò a causa delle vicende belliche.
La prima guerra mondiale determinò alcune cause indirette dello scadimento del servizio. Tra esse la più seria fu la difficoltà di approvvigionamento del carbone, che costrinse a sostituirlo con la lignite estratta dalle miniere di San Giovanni Valdarno. La grande quantità di scintille eiettate dai camini delle locomotive, con conseguenti rischi d'incendi boschivi, costrinse a munire le macchine di vistosi parascintille.
Il dopoguerra non portò la sperata ripresa dei flussi turistici e del traffico. La concorrenza delle stazioni climatiche altoatesine, facenti parte della regione annessa all'Italia che aveva ricevuto una pubblicità indiretta dalla propaganda irredentista e dalla guerra, verso cui s'indirizzarono le scelte della clientela che anteguerra aveva preferito Vallombrosa e altre località ormai anch'esse in declino, si manifestò fin dal 1918. A essa s'aggiunse la concorrenza dei servizi di autolinee, in particolare quello gestito dalla SITA sul percorso Firenze-Pontassieve-Vallombrosa-Saltino, comprendente anche "corse celeri di lusso" espletate durante la stagione turistica.
Dopo che nel 1918 e nel 1919 il servizio s'era svolto in modo ridotto e discontinuo, nel 1920 esso fu sospeso completamente. Riprese dal 1922, ma sempre con poche coppie e solo durante la stagione estiva, che in tutto l'anno generarono soltanto 3 425 treni·km.
Tale situazione si trascinò fino all'anno successivo. Terminata la stagione turistica del 1923, il servizio fu di nuovo sospeso e cessò giuridicamente dal 18 aprile 1924. Sebbene diversi operatori economici e organi di stampa sperassero in una sua ripresa, con quell'anno l'esercizio della ferrovia di Vallombrosa terminò definitivamente. Il materiale d'armamento e rotabile fu venduto per la demolizione negli anni immediatamente successivi. Il fabbricato viaggiatori della stazione di Sant'Ellero rimase in esercizio a servizio della linea Firenze-Chiusi, mentre quello di Saltino, ristrutturato, sopravvive come abitazione privata. La stazione di Filiberti è tuttora presente ma si trova in evidente stato di abbandono. Il deposito locomotive di Sant'Ellero, anche a seguito di sollecitazioni delle Ferrovie dello Stato, fu demolito verso il 1940.

## Caratteristiche
| Continuation backward |

| Station on track |

| Unknown route-map component "CONTgq" | Unknown route-map component "xABZgr" |  |

| Unknown route-map component "exBHF" |

| Unknown route-map component "exBHF" |

| Unknown route-map component "exKBHFe" |

Il tracciato della ferrovia, dalla lunghezza reale d'esercizio di 7,927 km, aveva origine in corrispondenza dell'asse del fabbricato viaggiatori della stazione di Sant'Ellero della ferrovia Firenze-Roma.
La linea era composta da 3,96 km di rettifili e 4,554 km di curve, di raggi compresi tra i 40 e i 200 m. La necessità di costruire rapidamente la sede fece sì che il tracciato si svolgesse a mezza costa seguendo l'altimetria dei luoghi e che vi fossero pochissime opere d'arte. Tra esse il più vistoso era il ponte in ferro sul torrente Vicano.
Lo scartamento della linea è incerto, a causa delle divergenze tra le fonti: per le statistiche pubblicate dal Ministero dei lavori pubblici esso era di 0,90 m; secondo altre fonti scritte era di 0,80 m e secondo fonti orali era di 1 m.
Poiché la linea doveva superare un dislivello di 854 m tra le estremità, con livellette fino a un massimo di 234 mm/m, fu necessario fare ricorso all'aderenza artificiale. L'armamento era costituito da un binario composto da rotaie Vignoles costruite in Belgio, ciascuna lunga 9 m e pesante 20 kg/m. Le campate poggiavano su 15 traverse di rovere.
L'aderenza artificiale era consentita da un sistema a cremagliera progettato dall'ingegner Telfener, i cui particolari costruttivi si discostavano da quelli degli altri analoghi in uso all'epoca, che era composto da una rotaia dentata su cui s'impegnava la ruota dentata della locomotiva. La forza del motore azionava solo la ruota dentata; di conseguenza le altre quattro ruote avevano solo le funzioni portante e di guida della macchina. Perciò la rotaia dentata si estendeva anche nei tratti in orizzontale del tracciato e delle stazioni (compresi quelli dei deviatoi).

### Stazioni
La linea comprendeva le due stazioni d'estremità di Sant'Ellero e di Saltino e quelle intermedie di Donnini e di Filiberti.
La stazione di Sant'Ellero, alla quota di 112 m s.l.m., era posta in corrispondenza del fabbricato viaggiatori della stazione omonima della linea Firenze-Roma. Essa comprendeva un fabbricato viaggiatori a due piani e di stile alpino, il deposito locomotive con l'annessa officina per le riparazioni e la rimessa per le vetture passeggeri.
La stazione di Donnini, distante 4 km da Sant'Ellero, era alla quota di 326 m s.l.m e serviva il centro abitato omonimo.
La stazione di Filiberti, distante 5,450 km da Sant'Ellero, era alla quota di 427 m s.l.m. Era vicina alla torre della Pieve di Pitiana e ad un'importante fattoria.
La stazione di Saltino era alla quota di 957 m s.l.m. Era ubicata vicino al Grand Hotel Vallombrosa e da essa, tramite carrozze a cavalli, si proseguiva per il centro abitato di Vallombrosa.
Inoltre vi era un casello, alla quota di 798 m, detto "del Vignale". A esso, come a tutti gli altri impianti della linea, era aggregato un rifornitore dell'acqua.

## Materiale rotabile
Il parco della ferrovia era costituito da 3 locomotive a vapore, 4 carrozze viaggiatori, 2 carri merce chiusi e 5 carri merce aperti.

### Locomotive

La locomotiva n. 1 "Chimirri" della ferrovia Sant'Ellero-Saltino, fotografata nel 1892 presso lo stabilimento del costruttore (Baldwin Locomotive Works)

Le locomotive a vapore furono fornite dalla Baldwin Locomotive Works di Filadelfia. La scelta quale fornitrice della ditta statunitense, in luogo di altre fabbriche europee già affermatesi nel settore della produzione di macchine per linee a cremagliera, probabilmente fu dovuta alla necessità di ridurre al minimo i tempi d'attesa, oltre che al prezzo d'acquisto competitivo: rodiggio a parte, le locomotive della ferrovia di Vallombrosa, del tipo Burham William, erano infatti molto simili a quelle fornite nel 1890 dalla ditta statunitense alla ferrovia a cremagliera Manitou and Pike's Peak Railway di Colorado Springs. Furono costruite, in numero di tre, nel 1892-1893 e immatricolate coi numeri 1 "Chimirri", 2 "Roma" e 3 "Vallombrosa", come d'uso apposti sulle fiancate.
Tutte e tre le macchine avevano rodiggio (UIC) 2, giacché le ruote (del diametro di 680 mm) avevano solo funzioni di guida e portanti. La ruota dentata (del diametro di 860 mm) era azionata direttamente dal motore tramite una coppia di bielle motrici. Lunghe 5 500 mm, con un passo rigido di 2 440 mm e una massa in servizio (a scorte complete) di 15 t, potevano sviluppare una velocità massima di 8 km/h. Il vapore era generato da una caldaia operante alla pressione di 13 bar. Il forno aveva una superficie di griglia di 1,1 m². La superficie di riscaldamento era di 48 m². Il motore dell'unità n. 3, costruita nel 1893, differiva da quello delle prime due, essendo di maggiori dimensioni e a doppia espansione (sistema Vauclain). Come tutte le locomotive ad aderenza artificiale erano dotate, per garantire la massima sicurezza, di vari tipi di freno: a ceppi, a nastro e a repressione.  
Non essendovi particolari necessità di circolazione, le macchine vennero dotate solo d'un fanale a petrolio, posto a ciascuna delle estremità e avente il solo fine d'illuminare la via di corsa, e d'un fischio azionato dal vapore.
Le locomotive venivano collocate sempre a valle del treno, per garantirne la frenatura in qualunque condizione. Pertanto, durante il viaggio in ascesa da Sant'Ellero a Saltino il macchinista, essendo impossibilitato a guardare la linea, veniva pilotato dal capotreno, che prendeva posto sulla vettura o sul carro. A causa della potenza delle locomotive e delle esigenze della frenatura, ogni treno era composto solo dalla locomotiva e da un veicolo (carrozza o carro). In condizioni eccezionali erano possibili treni comprendenti due carri pianali, dotati di gru a bilico, che venivano utilizzati per il trasporto di tronchi d'albero o lunghe travi.
Secondo Antonio Federici, nel 1900 erano in servizio tre locomotive.

### Carri e carrozze
Il parco dei veicoli trainati era composto da quattro carrozze viaggiatori, di cui tre, di costruzione belga, del tipo aperto "a giardiniera", lunghe 11 m, della massa a pieno carico di 11 t e con 56 posti a sedere, utilizzate durante la stagione turistica, e una chiusa, a due sale, per il servizio durante le stagioni primaverile e autunnale. Durante l'inverno il servizio viaggiatori veniva espletato tramite un carro comprendente un compartimento per 10 viaggiatori più il capotreno e un compartimento per bagagli e merci.
Inoltre c'erano due carri merci chiusi e cinque carri merci aperti, della portata di 4 tonnellate.
I carri merci furono impiegati prevalentemente per il trasporto dei materiali per la costruzione dell'hotel e degli altri fabbricati d'abitazione e dell'esercizio della linea.
Secondo Antonio Federici, nel 1900 erano in servizio 5 carrozze e 6 carri.

### Annotazioni
1. ↑  La cronologia delle pratiche burocratiche è eloquente: presentazione del progetto di massima: 27 novembre 1891; approvazione del progetto di massima da parte del Consiglio superiore dei lavori pubblici: 19 dicembre 1891; stipula della convenzione per la concessione della costruzione e dell'esercizio alla Società Anonima per la Ferrovia Sant’Ellero-Saltino: 13 aprile 1892; emissione del decreto di concessione della costruzione e dell'esercizio (durata: 90 anni): 18 aprile 1892; registrazione del decreto di concessione da parte della Corte dei conti: 17 maggio 1892; approvazione del progetto definitivo: 23 maggio 1892. Betti Carboncini, La ferrovia, p. 13. Ogliari, Abate, Si viaggia, p. 58.
2. ↑  Secondo Francesco Ogliari le tre locomotive poi utilizzate per l'esercizio vennero impiegate anche durante la costruzione della linea per la trazione dei treni cantiere che trasportarono complessivamente circa 1 500 t di materiali da costruzione. Ogliari, La ferrovia, p. 62.
3. ↑  Giuseppe Telfener si distinse anche per la notevole attività pubblicitaria e di marketing volta a promuovere il territorio di Vallombrosa. Tale attività si concretizzò in una copiosa produzione di letteratura grigia (cartoline, pieghevoli illustrati e orari tascabili) e fu sostenuta anche da numerosi articoli della stampa d'informazione e turistica. Betti Carboncini, La ferrovia, p. 16.
4. ↑  Che nel dopoguerra si svilupparono rapidamente in tutta Italia grazie anche alla riutilizzazione di veicoli militari ceduti a società di trasporto civili e da queste adattati alle esigenze d'un pubblico più esigente delle truppe.
5. ↑  L'orario del maggio 1922 prevedeva una sola coppia di treni, espletata soltanto il giovedì (all'epoca giorno festivo in molti enti pubblici) e la domenica. Betti Carboncini, La ferrovia, p. 17.
6. ↑  La corrispondenza tra le Ferrovie dello Stato e gli altri enti coinvolti ebbe inizio nella primavera 1938. In essa il fabbricato dell'ex deposito locomotive fu definito "un rudere [...] senza tetto, senza serramenti, [...] pericoloso e indecoroso [...]". Betti Carboncini, La ferrovia, p. 17.
7. ↑  Misurata tra gli assi dei fabbricati viaggiatori delle due estremità della linea. Betti Carboncini, La ferrovia, p. 13.
8. ↑  La lunghezza sussidiabile, misurata tra le estremità dei binari di corsa, era di 8 km. Betti Carboncini, La ferrovia, p. 13.
9. ↑  Poiché le locomotive furono fornite dalla statunitense Baldwin Locomotive Works, che le aveva già pronte in magazzino in attesa di vendita a società di trasporto nordamericane, è possibile che esse fossero già predisposte per il modulo dello scartamento ridotto di 3 piedi, corrispondente a 914 mm, tipico delle linee a scartamento ridotto statunitensi. Betti Carboncini, La ferrovia, p. 13.
10. ↑  Le statistiche pubblicate dal Ministero dei lavori pubblici sulla base delle risposte fornite dalle società ferroviarie indicano costantemente un modulo di 0,90 m, ed esso è congruente con quello ridotto statunitense. Riferisce tuttavia Adriano Betti Carboncini che una pubblicazione ufficiosa edita nel 1891 dichiara che lo scartamento aveva il modulo di 1 m, adottato anche da alcune ferrovie del Brasile che utilizzarono locomotive dello stesso tipo della ferrovia Sant'Ellero-Saltino. Betti Carboncini, Ancora, p. 12.
11. ↑  Il progetto preliminare prevedeva l'uso della cremagliera sistema Abt. Betti Carboncini, Ancora, p. 15.
12. ↑  Sopravvissuto alla chiusura della linea e utilizzato come sede di abitazioni private.
13. ↑  Il suo fabbricato viaggiatori, sopravvissuto alla chiusura della linea, è utilizzato come sede di abitazioni private.
14. ↑  La scelta dell'ubicazione, discosta dal centro abitato, fu compiuta dall'ingegner Telfener con l'obiettivo di non turbare la quiete dell'abbazia e dei villeggianti. Betti Carboncini, La ferrovia, p. 15.
15. ↑  Tra cui la svizzera Schweizerische Lokomotiv- und Maschinenfabrik e la tedesca Krauss. Betti Carboncini, La ferrovia, p. 16.
16. ↑  Secondo Francesco Ogliari la locomotiva n. 2 fu denominata "Vallombrosa" e la n. 3 "Roma". Ogliari, La ferrovia, p. 62.
17. ↑  Secondo le fonti esso riusciva a illuminare a non più di cinque metri di distanza dalla macchina. Betti Carboncini, La ferrovia, p. 16.
18. ↑  Denominate la n. 1 "Telfener", la n. 2 "McKay" dal cognome di un parente del Telfener e la n. 3 "Hungerford". Ogliari, La ferrovia, pp. 62-63.

### Fonti
1. ↑  Betti Carboncini, La ferrovia, pp. 12, 17.
2. 1 2  Betti Carboncini, La ferrovia, p. 12.
3. 1 2 3 4 5 6 7 8 9  FENIT, p. 137.
4. ↑  Tommaso Palermo, Giuseppe Telfener. Il foggiano ce voleva fare grande l'America, in Foggia racconta, 2 ottobre 2014
5. ↑  Betti Carboncini, La ferrovia, p. 12-17.
6. ↑  Ogliari, La ferrovia, p. 57.
7. 1 2 3 4 5 6  Ogliari, La ferrovia, p. 58.
8. ↑  Betti Carboncini, La ferrovia, pp. 12-13.
9. 1 2 3 4 5 6 7 8  Betti Carboncini, La ferrovia, p. 13.
10. 1 2 3 4  Ogliari, La ferrovia, p. 59.
11. 1 2  Ogliari, La ferrovia, p. 61.
12. ↑  Betti Carboncini, La ferrovia, pp. 13, 15-16.
13. 1 2 3 4 5 6 7 8 9  Betti Carboncini, La ferrovia, p. 16.
14. ↑  Ogliari, La ferrovia, pp. 58-59.
15. 1 2 3 4 5  Ogliari, La ferrovia, p. 63.
16. 1 2 3 4 5 6  Betti Carboncini, La ferrovia, p. 17.
17. ↑  Ogliari, La ferrovia, pp. 63-64.
18. ↑  Ogliari, La ferrovia, p. 64.
19. 1 2 3 4  Betti Carboncini, Ancora, p. 15.
20. ↑  Betti Carboncini, La ferrovia, pp. 13-14.
21. ↑  Ogliari, La ferrovia, pp. 60-61.
22. ↑  Betti Carboncini, La ferrovia, pp. 13-15.
23. ↑  Betti Carboncini, La ferrovia, p. 14.
24. 1 2 3 4 5  Betti Carboncini, La ferrovia, p. 15.
25. 1 2 3  Betti Carboncini, La ferrovia, pp. 15-16.
26. 1 2 3  Ogliari, La ferrovia, p. 62.
27. 1 2  Federici, Lo scartamento, p. [88].
28. ↑  Ogliari, La ferrovia, pp. 62-63.